# Natuurpark s’Albufera des Grau

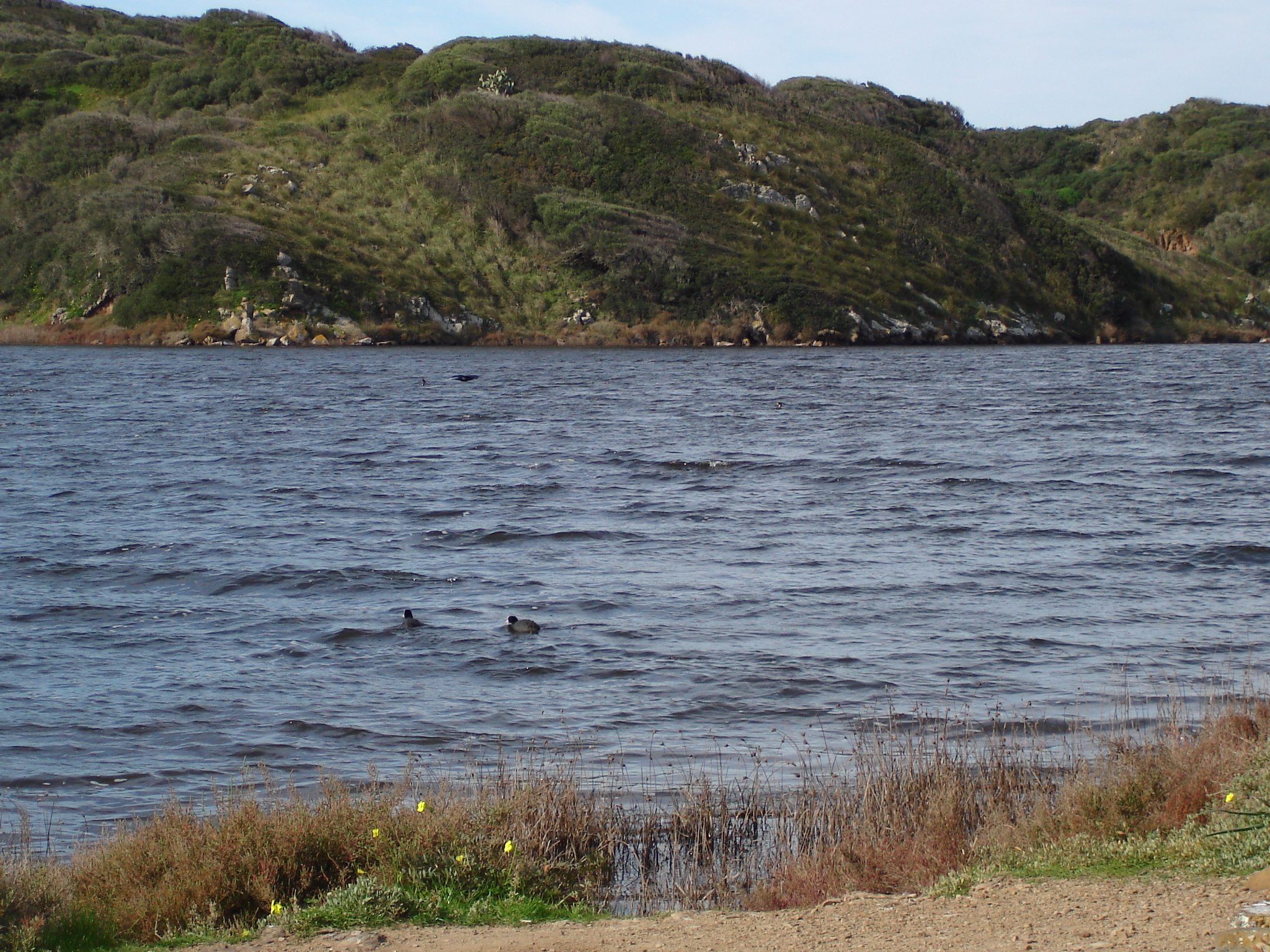

Het Natuurpark s’Albufera des Grau (Catalaans: Parc natural de s’Albufera des Grau/ Spaans: Parque natural de la Albufera del Grao) is een natuurpark op Menorca (Balearen) in Spanje. Het natuurpark werd opgericht in 1995 en is 5006,7 hectare groot. Het natuurpark is het centrale deel van biosfeerreservaat Menorca en omvat het eiland Colom, moerassen en een lagune.